# قائمة زملاء الجمعية الملكية المنتخبين في 1897
هذه الصفحة تعرض قائمة زملاء الجمعية الملكية المُنتخبين لعام 1897.

## الزملاء
- روبرت بيل
- فيلهلم فيفر
- Henry John Elwes [الإنجليزية]‏
- Charles Chree [الإنجليزية]‏
- Frederick Thomas Trouton [الإنجليزية]‏
- جون سكوت هولدين
- John Millar Thomson [الإنجليزية]‏
- ويليام برودبنت [الإنجليزية]‏
- هنري ألين نيكولسون
- هربرت تورنر [الإنجليزية]‏
- George Ballard Mathews [الإنجليزية]‏
- George Bond Howes [الإنجليزية]‏
- William Aitcheson Haswell [الإنجليزية]‏

## الأعضاء الأجانب
- فرديناند كوهن
- ياكوبس فانت هوف
- فرديناند زيركيل [الإنجليزية]‏
- Johannes Wislicenus [الإنجليزية]‏
- روبرت كوخ
- إيميل أماغات
- Henri de Lacaze-Duthiers [الإنجليزية]‏
- رودولف هايدنهاين [الإنجليزية]‏
- جوزيه غيبس